# Tipula corsosignata
Tipula corsosignata är en tvåvingeart som beskrevs av Theowald, Dufour och Oosterbroek 1982. Tipula corsosignata ingår i släktet Tipula och familjen storharkrankar. Inga underarter finns listade i Catalogue of Life.